# Festuca scabriuscula
Festuca scabriuscula es una especie de planta herbácea perteneciente a la familia de las poáceas. Es originaria de argentina y Chile. 

## Taxonomía
Festuca scabriuscula fue descrita por Rodolfo Amando Philippi  y publicado en Linnaea 29(1): 98. 1858.
Etimología
Festuca: nombre genérico que deriva del latín y significa tallo o brizna de paja, también el nombre de una mala hierba entre la cebada.
scabriuscula: epíteto latino 
Sinonimia
- Festuca neuquenensis var. aspera St.-Yves
- Festuca pascua Phil.
- Festuca robusta var. scabriuscula (Phil.) St.-Yves
- Festuca steudelii Phil.[3][4]